# Centro de Futebol Zico de Brasília Sociedade Esportiva
El CFZ de Brasilia SE es un equipo de fútbol de Brasil que juega en el Campeonato Brasiliense de Segunda División, la segunda categoría del Distrito Federal de Brasil.

## Historia
Fue fundado el 1 de agosto de 1999 en Brasilia, capital de Brasil por el exjugador Zico y es un equipo filial del CFZ do Rio de Río de Janeiro, aunque se convirtió en un equipo profesional hasta el 15 de julio de 2001, iniciando su participación en el Campeonato Brasiliense en 2002.
En 2002 se convierte en campeón estatal por primera vez, con lo que logra la clasificación para el Campeonato Brasileño de Serie C y a la Copa de Brasil de 2003. En la Copa de Brasil fue eliminado en la primera ronda por el Fortaleza EC del estado de Ceará, mientras que en el Campeonato Brasileño de Serie C le fue muy bien, ya que lograron avanzar hasta la cuarta ronda en la que fueron eliminados por el Palmas FR del estado de Tocantins, quedando a solo una ronda de pelear por el ascenso a la segunda división nacional. En 2005 clasifica a la Copa de Brasil por segunda ocasión, donde esta vez fue eliminado en la primera ronda por el Coritiba FC del estado de Paraná.
En 2006 desciende del Campeonato Brasiliense, descendiendo a la tercera división estatal al año siguiente, aunque en 2008 regresa a la segunda división estatal. En 2010 gana el título de la segunda división estatal y regresa al Campeonato Brasiliense.

## Palmarés
- Campeonato Brasiliense: 1

2002
- Campeonato Brasiliense de Segunda División: 1

2010

## Jugadores

### Jugadores destacados
- Elinton Andrade